# 守貞教育

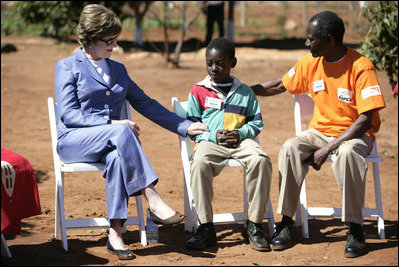
勞拉·布殊正在对一名艾滋病孤儿推廣禁慾和忠诚的重要性（圖攝於尚比亞的一間中心）

守貞教育，又称婚前守貞教育、純潔教育（英語：Abstinence-only sex education），是性教育的一種形式，教育学生不要進行婚姻以外的性行為，並指出婚前性行為及女性進行墮胎的负面后果。它将性教育与道德教育结合起来，倡导负责任的性行为。与此对立的是綜合性性教育，教授学生有關预防性病、安全性行為及避孕的知識，并将道德教育剔除出去。
世界上的計劃生育组織並不支持守貞教育是有效的性教育說法。守貞教育不能降低發達國家的人民感染HIV的风險。他们声称，與綜合性性教育比較，其不能降低非預期懷孕的比率。
守貞教育的支持者认为该教育可以讓青少年有正確的性知识，並认为綜合性性教育会鼓勵婚前性行為及導致更多未成年懷孕。批評者則認为守貞教育具有宗教動机，宗教是坏的，反對宗教組織介入公立学校制定政策，且声称其不会減少青少年懷孕及墮胎率。

## 介绍
守贞教育旨在教授儿童和青少年避免性行为，并强调这是唯一可以有效预防意外怀孕和性传播感染（STIs）的方法。此类课程强调“家庭价值观”的核心作用，并倡导婚前守贞作为人生准则。 自2019年以来，美国联邦政府每年拨款1.1亿美元用于守贞教育项目。
在美国，各州可以申请联邦资金支持守贞教育项目。要获得资助，项目必须符合《社会保障法》（Social Security Act）规定的要求，以下为相关条款的原文内容：
(2) 本条款中，“守贞教育”（Abstinence Education）指的是一种教育或激励性项目，其核心内容包括：
(A) 以教授守贞所带来的社会、心理和健康益处为唯一目标；
(B) 教授婚姻之外的守贞应成为所有学龄儿童的行为准则；
(C) 强调守贞是唯一能够完全避免婚外怀孕、性传播疾病及其他健康风险的方式；
(D) 主张婚姻内彼此忠诚的单一伴侣关系应被视为人类性行为的标准模式；
(E) 指出婚姻之外的性行为可能对个人的心理健康和生理健康产生负面影响；
(F) 强调非婚生育可能给孩子、父母及整个社会带来不良后果；
(G) 教导青少年如何拒绝性诱惑，并强调酒精和毒品的使用会增加其对性诱惑的脆弱性；
(H) 强调在发生性行为之前实现经济和生活自立的重要性。
自20世纪80年代启动以来，守贞教育的资金支持持续增长，尽管相关项目及立法的支持程度往往受到时任政府政策的影响。例如，小布什政府大幅增加了对守贞教育项目的联邦资金支持。然而，奥巴马政府逆转了该政策，削弱了对守贞教育的扶持力度，并加大对綜合性性教育的联邦资金投入。 特朗普总统上任后，削减了对綜合性性教育的资助， 并提议增加对守贞教育项目的财政支持。

## 效果
有關守貞教育的系統綜述指出其在避免非預期懷孕和感染性傳播疾病方面基本是無效的，兼具有很多不足之處。美國兒科學會不建議對學生施展守貞教育，因為守貞教育基本是無效的，而且媒體所提供的信息一般都不會鼓吹性禁慾 。

### 避免性感染疾病的傳播
一項2015年的元分析發現，以禁慾為重點的性教育對預防性傳播疾病毫无效果可言。
一項考科藍的系統綜述表明，守貞教育既不增加也不降低高收入國家的人民感染HIV的風險。在發展中国家的效用亦欠缺證據支持。道格拉斯·柯比於2008年回顧了關於守貞教育的有效性證據，並發現只有很少證據證明使用這種教育方式是合理的。一項發表於2011年的元分析指出其对预防青少年感染HIV並没有效果。禁慾教育所提供的醫学信息还遭發現具有誤導性，並把降低性行为风險的醫学信息排除在外。2016年的一項研究指出「儘管我們發現某些州的禁慾教育政策可能影響其青少年感染性傳播疾病的機會，但我們亦發現對其青少年懷孕率或墮胎率並沒有影響。」

### 避免懷孕
一項對美國48個州份進行的研究表明：「禁慾教育的盛行率與青少年懷孕率或生产率呈正相關。」另外根據約翰·桑泰利（John S. Santelli）的研究，1995 --2002年期間青少年懷孕率下降的主要原因是避孕方式得到改善，18歲-19歲组之間的懷孕風險下降可完全歸因於避孕措施更为盛行。
美国性资讯与性教育联合会指出：「科學證據不支持在結婚以前禁慾的方法。」葛特馬赫研究所的一項2010年报告指出：「15-19歲的青少年懷孕率在美國的禁慾運動高峰时段——2006年反升。」
性教育跟首次從事性交年齡的延遲有關；守貞教育則没相关聯繫，且不对年轻人的性交表現有任何影響。

## 守貞教育與社會

### 对守貞教育的看法

#### 支持方
守贞教育的支持者认为，相较于综合性性教育，它是一种更优越的性教育模式，因为它不仅强调性行为应限于婚姻之内的道德观念，还向学生传授婚前性行为可能带来的严重后果。此外，守贞教育通常教授青少年，基于婚姻的性行为能够带来更深层次的满足，因此在结婚之前应避免任何性行为。该教育模式高度强调婚姻制度的重要性，因此一些支持者认为，它有助于年轻人的健康成长与全面发展。
守贞教育的支持者还认为，在当今社会，艾滋病等无法治愈的性传播疾病以及青少年怀孕问题备受关注，综合性性教育并不值得提倡，因为它可能鼓励青少年发生婚前性行为。许多守贞教育的支持者认为，向青少年提供关于性和避孕的全面信息最终会促使他们更主动地从事性行为。其中，一些人基于宗教信仰反对避孕及相关信息的传播。。守贞教育的支持者认为，青少年相较于成年人缺乏成熟的判断力和责任感，并可能因“炽热的性欲”而难以自控，因此他们的性冲动需要加以约束。基於此，有些支持者以二分法的方式將青少年分成兩類：「無辜和有罪、脆弱的和具侵略性的、純潔和腐化的。」

#### 反對方
包括不少醫學、公共衛生、青少年健康和心理學等領域的知名專業協會在內，許多反對者和評論家認為守貞教育未能提供足夠的信息來保護青少年的健康。除了這點，許多反對者亦同时認为年輕人有權獲得如何保護自己和關於性健康的全面信息。他們同时指出只有一小部分接受过守貞教育的人能完全禁慾，所以準確而全面的信息更为顯得重要。
一些批評者同时認为，守貞教育是宗教对世俗教育的干預，並对此感到失望。守貞教育的反對者不认为「綜合性性教育會鼓勵青少年進行婚前性行為」。他们还认为，强调性交只應在婚姻中發生的观念会对不重视或不期望结婚的人群造成负面影响，而对于生活在同性婚姻不合法或不被接受的社会中的 LGBT 群体而言，这一理念甚至是不可行的。守貞教育也常遭批評指以異性戀为中心，將異性婚姻的制度理想化後，對同性關係加以貶斥。守貞教育亦因以異性戀为中心而忽略了对LGBT群体提供安全性行為的信息，所以對於一個性感染疾病的傳播风險正在增加的群体而言这更为顯得不合理。
協青組織指出，守貞教育扭曲了有关避孕的信息，課程只論其失敗率而不論避孕的好處。且其所使用的醫學用語既不客觀又無價值可言。

### 守貞教育对全球的影響
总统防治艾滋病紧急救援计划是美國政府为打擊全球艾滋病蔓延所提出來的計劃。其與全球22個國家的政府皆有合作關係，旨在一同制定預防HIV和改善患者生活的可持續計劃，並为其餘国家提供資金，以幫助防治艾滋病蔓延。其對受資助者設立資格限制，並提供一定的指導。該救援计划大力推廣一套稱為「ABC」的艾滋病預防方法——禁慾（Abstain）、忠诚（Be faithful）以及使用避孕套（use Condoms）。合资格的受資助国家可向15歲以上的青少年提供關於避孕套的信息，但不能夠以那些資金推廣或購入它，且不能向低於15歲者提供相關信息 。這背後的原因在於儘管現有證據表明避孕套不會導致性濫交，但不鼓勵人們發生性行為。設救援计划自2003年成立以來便一直把33％的資金投放於守貞教育上，直到2008年政权變更才有所減少——起碼節省了50％投放於守貞教育的開支。救援计划的合作夥伴也一直處於爭議中心。2006年，23％的社區合作夥伴是以忠诚為其預防重心，且「美國政府應否为这些组織繼續提供資金」这一点亦引起不少爭議。包括莫桑比克和盧旺達在内，一些接受计划資助的國家對美國以忠诚、禁慾為重點的預防教育感到厭惡。人權組織對此一救援计划啟動后全球避孕套使用量減少的情況表示關注。
美國政府曾為了在撒哈拉以南的非洲地區推廣守貞教育而耗費13億美元，但结果不能产生任何有意義的影響。

### 政治因素的推動
基督教右翼最初反对在学校开设性教育课程，但随着守贞教育强调婚姻的重要性，他们逐渐转而支持守贞教育项目。作为守贞运动的核心推动力量，该群体不仅积极争取更多资金支持此类项目，还通过社会运动提高公众对守贞理念的认知，使其影响力不断扩大。对于新右翼（New Right）而言，守贞性教育运动不仅是一个机会，更是改变美国社会性观念和文化现状的有效途径，使其更符合保守主义价值观。他们认为，通过推广守贞教育，可以培养婚前保持贞洁的个体，从而塑造具有高度自律和道德责任感的公民。此外，守贞教育强调个人主义和个人责任，教育年轻人对自己的性行为和道德观念承担责任。这些理念深植于保守主义思想体系之中，强调个体在社会中的核心作用，因此，支持守贞教育作为性教育的有效形式，与保守派群体的立场高度契合。